# Chrysophyllum imperiale
Chrysophyllum imperiale là một loài thực vật có hoa trong họ Hồng xiêm. Loài này được (Linden ex K.Koch & Fintelm.) Benth. & Hook.f. mô tả khoa học đầu tiên năm 1876.

## Hình ảnh

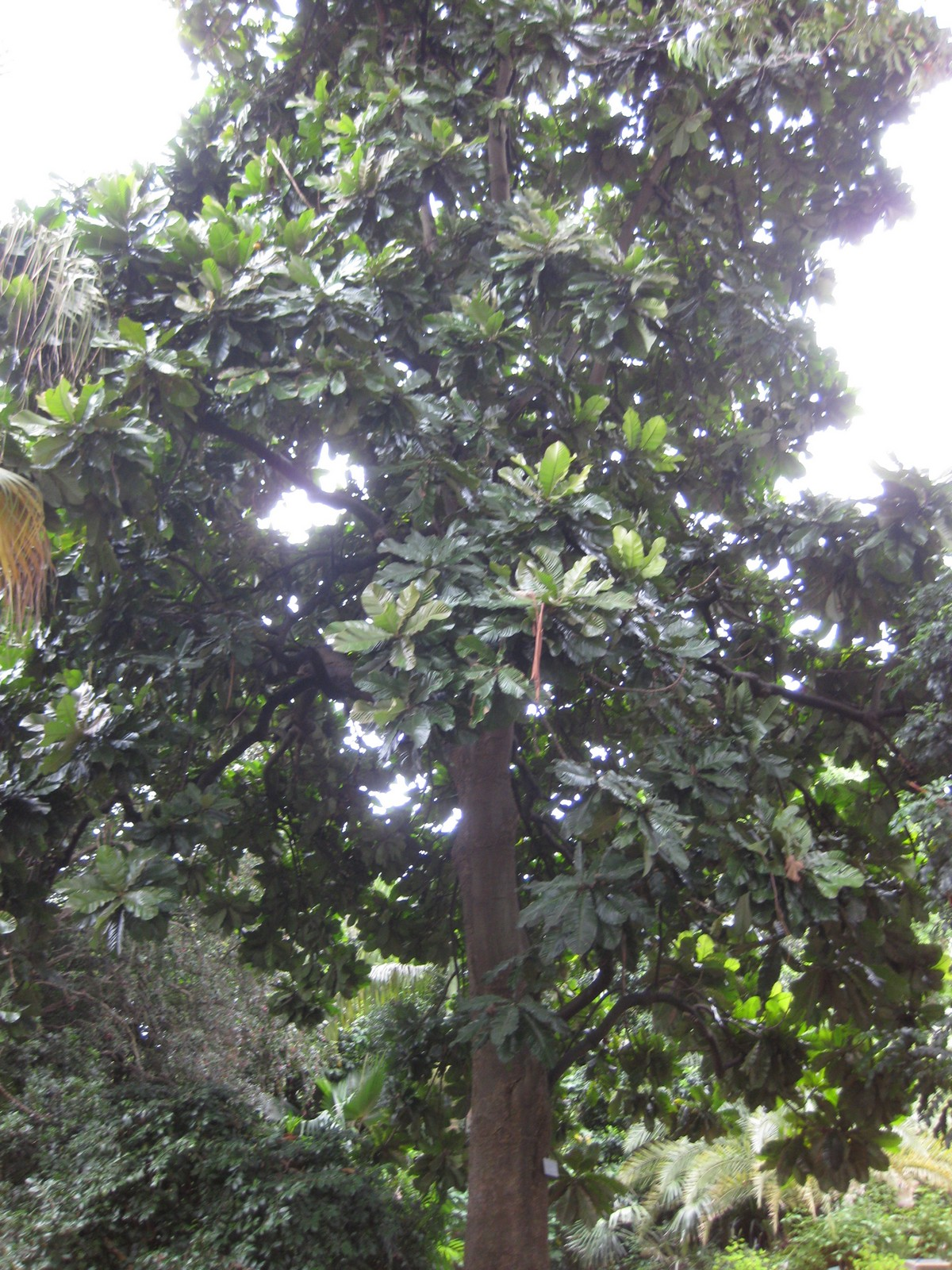
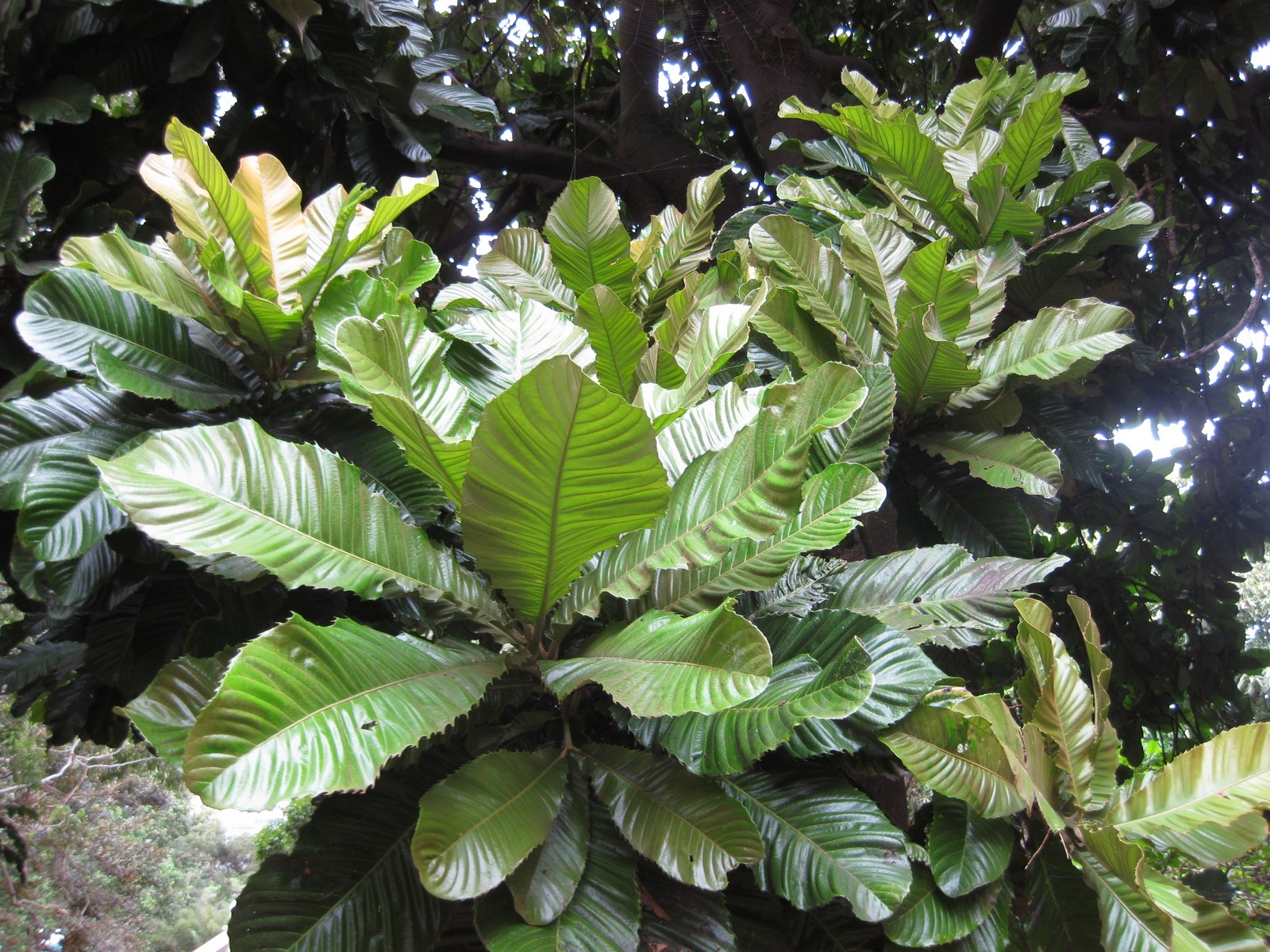
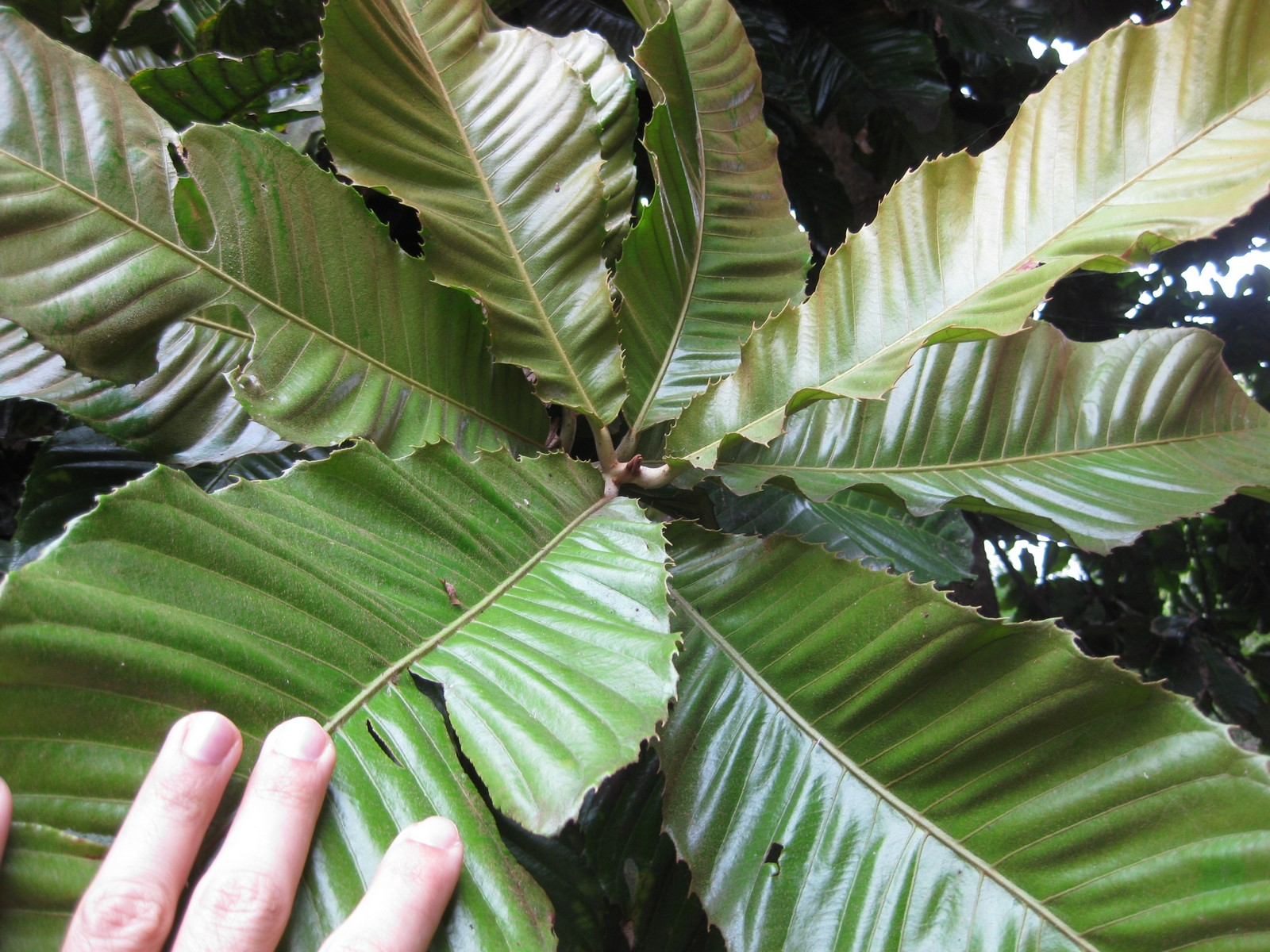
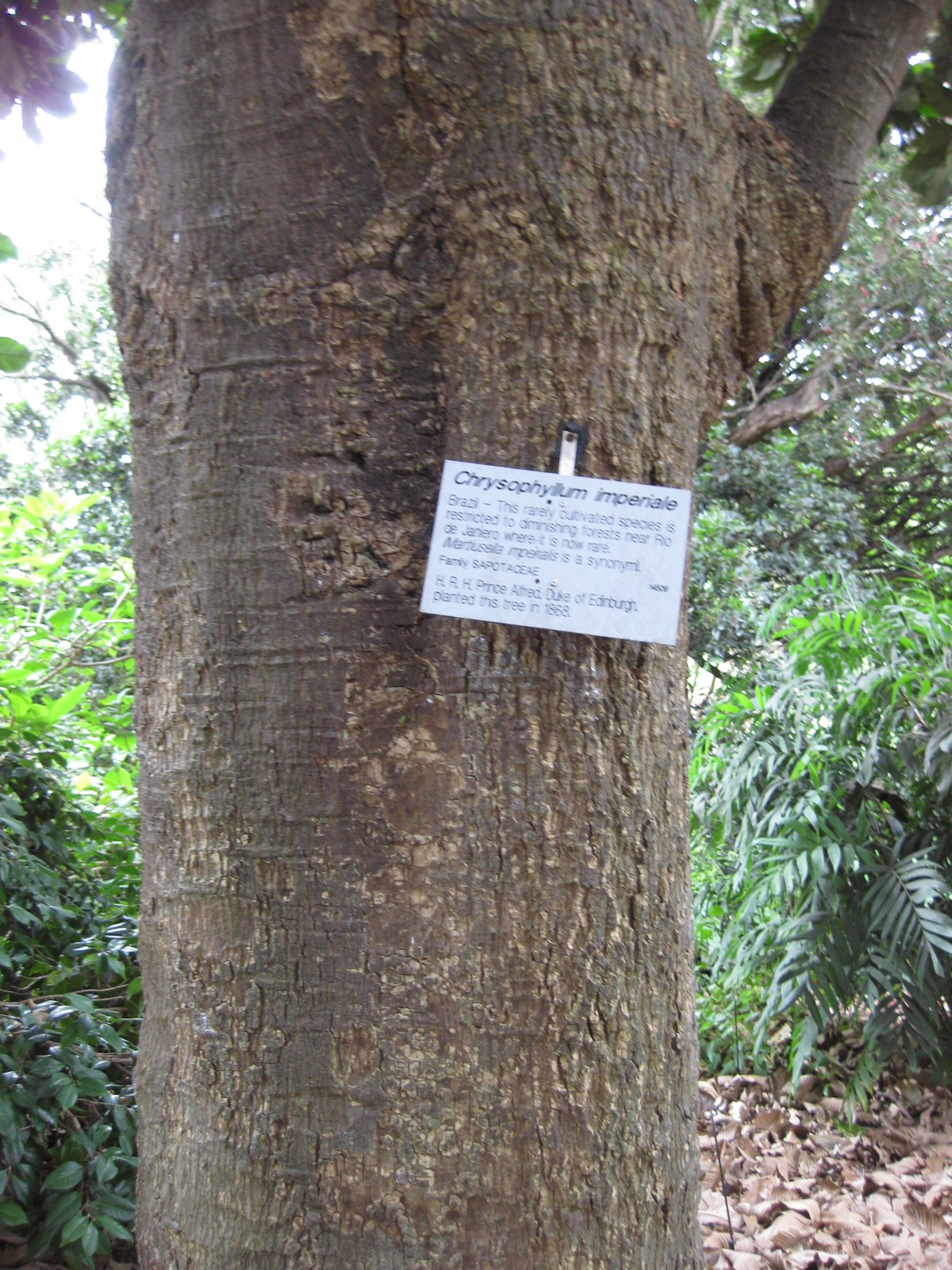